# دی‌جی فرش
دی‌جی فرش یک دی‌جی و تهیّه‌کنندهٔ موسیقی درام اند بیس و داب‌استپ اهل انگلستان است.